# Дженишкетал
Дженишкетал (Дженишке-Тал) — река в Республике Алтай России, является протокой Чуи. Устье реки находится в 4 км от устья по правому берегу реки Тархата. Длина реки составляет 39 км.

## Притоки
- 11 км: Ортолык (пр)
- 23 км: Курлей (лв)

## Данные водного реестра
По данным государственного водного реестра России относится к Верхнеобскому бассейновому округу, водохозяйственный участок реки — Катунь, речной подбассейн реки — Бия и Катунь. Речной бассейн реки — (Верхняя) Обь до впадения Иртыша.